# Aléxios Alexópoulos
Aléxandros « Aléxios » Alexópoulos (grec moderne : Αλέξανδρος «Αλέξιος» Αλεξόπουλος ; né le 2 mai 1971 à Athènes) est un athlète grec, spécialiste des épreuves de sprint.

## Biographie
Il remporte la médaille d'argent du 200 mètres lors des Championnats d'Europe en salle 1996, à Stockholm, s'inclinant face au Belge Erik Wijmeersch. 
Il participe aux Jeux olympiques de 1996 et de 2000 mais ne parvient pas à atteindre la finale.
Il détient le record de Grèce en salle du 200 m avec 20 s 62, ainsi que le record du relais 4 x 100 m en 38 s 61 avec Vasílios Séggos, Georgios Panagiotopoulos et Christoforos Choidis.

### Palmarès
| Date | Compétition                    | Lieu      | Résultat | Épreuve |
| ---- | ------------------------------ | --------- | -------- | ------- |
| 1996 | Championnats d'Europe en salle | Stockholm | 2e       | 200 m   |

### Records
| Épreuve | Performance | Lieu    | Date         |
| ------- | ----------- | ------- | ------------ |
| 100 m   | 10 s 16     | Athènes | 17 juin 1998 |
| 200 m   | 20 s 36     | Paris   | 20 juin 1999 |